# Komica
Komica，別名K島、糟糕島，是中華民國的一個多主題匿名貼圖討論區，服務器設在美國，內容主要為ACG相關文化，附設有共筆百科Komica Wiki。

## 歷史
Komica討論板為站長“1883”於2005年5月14日成立，意為「Comic Cast」，同時加入雙貓聯合站（2cat），相同看板合併、並行管理。
管理員1883並非全職營運網站，營運期間曾屢次遭駭客攻擊、發生連線不穩等事件。
2017年5月4日，由於網站內的綜合板含嚴重違反主機商規定的圖片，網站的美國主機商DreamHost關閉網站管理人的空間帳號，導致網站空間遭到關閉的同時失去原有的網站資料。
2022年11月4日，與Komica附屬的百科Komica Wiki使用同一家雲端服務供應商的雙貓聯合站被兒童色情廣告洗板遭停機，DreamHost電子郵件通知Komica Wiki相關主機將於14天後被關閉，但由於網站管理員未有檢查郵箱導致Komica Wiki伺服器主機資料於2022年11月18日遭到刪除。其後有用戶以原Komica Wiki備份的資料成立新網站Reko Wiki，並在Fandom上建立鏡像網站。
2023年9月15日，Komica的域名「Komica.org」因為兒童色情洗板遭到凍結，9月16日將域名改為「Komica1.org」。

## 內容
Komica網站內包含各式以主題劃分的討論板，動畫、漫畫、電影等內容都有其所對應的討論看板，具備高度的匿名性與自由度，使用者大部分多採用貼圖的方式做為討論基礎。版上討論內容除了ACG，還有時事、網路趨勢、歡樂惡搞等多種主題，而附屬的百科Komica Wiki則收錄動漫與Komica相關用語等事實與惡搞夾雜的內容。

## 爭議
Komica主站依《電腦網路內容分級處理辦法》為非限制級網站，不過卻有大量網友張貼限制級的圖片或言論，更有直接盜用他人的照片散播不實言論，甚至留電話號碼約性交的情況出現。
2014年Komica因含嚴重違反主機商規定的圖片遭到網站所在的美國主機商警告，網站管理人同意日後一旦發生類似狀況主機商得以立即關閉網站管理人的空間帳號。

## 外部連結
- （繁體中文）Komica （页面存档备份，存于）
- （繁體中文）Komica Wiki（新版）（页面存档备份，存于）[]
  - （繁體中文）Komica Wiki（舊版）（页面存档备份，存于）[]
    - （繁體中文）Komica Wiki（2022年重建新網頁）[]
    - （繁體中文）Komica Wiki（2018年條目備份網頁）（页面存档备份，存于）[]

  - （繁體中文）RekoWiki （页面存档备份，存于）
    - （繁體中文）Fandom上的RekoWiki備份站 （页面存档备份，存于）